# International Academy of Astronautics
Die International Academy of Astronautics (IAA), deutsch auch Internationale Akademie für Weltraumfahrt, ist eine internationale Gemeinschaft von Experten, die sich v. a. die Förderung der friedlichen Entwicklung der Raumfahrt zum Ziel gemacht hat. Sie ist eine Nichtregierungsorganisation, die am 16. August 1960 in Stockholm durch Theodore von Kármán gegründet wurde. Sie arbeitet eng mit der International Astronautical Federation und nationalen und internationalen Raumfahrtagenturen zusammen. Die IAA veröffentlicht monatlich das Journal Acta Astronautica.
Präsident ist Peter Jankowitsch, er trat die Nachfolge von G. Madhavan Nair (gewählt 2009) an.